# Класхорст, Петер
Петер Класхорст (нидерл. Peter Klashorst; 11 февраля 1957 или 1957, Сантпорт Зёйд, Северная Голландия — 11 сентября 2024, Амстердам) — современный нидерландский художник, фотограф и скульптор.

## Биография
Петер Класхорст родился 11 февраля 1957 года в городке Сантпоорт. С 1976 по 1981 год обучался в Академии Геррита Ритвельда. В 1987 году вместе с чешско-немецким художником Иржи Георгом Докупилом создал новое направление в течении Новые дикие — После природы (абстрактный экспрессионизм). C успехом выставлялся в Нью-Йорке.
Петер Класхорст много путешествовал по странам Африки и Юго-Восточной Азии в поисках натур для своих картин и хороших кадров. В конце XX века побывал во многих странах Африки, несколько недель провёл в тюрьме Сенегала по подозрению в принуждении к занятию проституцией и развращении местных женщин, которых он писа́л обнажёнными. Соседи заявили на художника в полицию, указав, что он часто привозит к себе в дом разных женщин, шумно себя ведёт. При обыске (без ордера) в доме Класхорста были обнаружены в большом количестве презервативы, лубриканты, секс-игрушки и порно-видео. Сам 43-летний художник был найден в ванной с полуобнажённой 17-летней девушкой — всё это позволило местной полиции арестовать его. Через некоторое время, подкупив полицейских, он бежал из страны через соседнюю Гамбию. Позднее долгое время жил в Найроби (Кения), Момбасе (Кения) и Бангкоке (Таиланд), 2010—2011 года провёл в Пномпене (Камбоджа), где написал серию из 50 полотен, посвящённых борьбе с Красными кхмерами.
В 2006 году Класхорст баллотировался в мэры Амстердама: в его программе были такие пункты как легализация всех наркотиков и введение английского языка как второго государственного. Он набрал 0,3 % голосов. В январе 2014 года публично объявил, что болен СПИДом.
Класхорст скончался 11 сентября 2024 года в Амстердаме от лимфомы; на момент смерти он уже несколько лет был болен СПИДом.

## Избранная библиография
- 1997 — Schilderen met acryl (Утрехт) ISBN 90-6533-435-1
- 2010 — Castles in the Air (Бангкок) ISBN 978-94-90956-01-1
- 2012 — Kunstkannibaal ISBN 978-90-44617917[8]

## Галерея картин
- Enigma
- Famous Performer
- Find the differences
- Street Kids

## Галерея фоторабот
- Smoke
- Young Mother
- Experimental
- Nude woman with niqab

## Галерея скульптур
- Heaven Above